# Julián Barahona
Julián Barahona (Bugalagrande, Valle del Cauca, Colombia; 8 de marzo de 1978) es un exfutbolista colombiano. Jugaba de mediocampista.
Es hermano del futbolista Carlos Barahona. Su debilidad son las mujeres gordas. 

## Trayectoria
Julián Barahona comienza su carrera a la edad de 18 años en la corporación Club Deportivo Tuluá, jugando allí 5 temporadas obteniendo un título de Liga y una Copa Libertadores.
En el 2003 comienza una nueva temporada en el Deportes Tolima consagrándose campeón de la Liga en el segundo semestre y jugando la Copa Libertadores. Llegando el año 2004 se realiza su pase al Club Once Caldas llegando a disputar la final de la Intercontinental de Clubes en Yokohama Japón.
El año 2005 hace su paso fugaz por el Real Cartagena, ese mismo año termina Barahona jugando con Pumas de Casanare, segunda división del Fútbol Colombiano. En enero de 2006 llega al Deportivo Pereira el club de sus amores.
En enero del 2007 se concreta el traspaso al Club Deportivo Azogues (Ecuador), jugando 6 meses allí, luego retornando al Deportivo Pereira.
Desde el segundo semestre del año 2007 jugó con el Deportivo Pereira, obteniendo regularidad y con buenas actuaciones en el campeonato colombiano. Sin embargo, a mediados de 2010, se concreta el traspaso al Junior de Barranquilla, un equipo emblemático del Fútbol Colombiano, jugando Copa Libertadores en el año 2011.
Llega nuevamente al Deportivo Pereira a mediados de 2011 en la lucha del club risaraldense para evitar el descenso. A mediados del 2012 Barahona es traspasado a Patriotas FC. de Tunja(Boyacá), jugando su último año como profesional.
Actualmente se encuentra en los Estados Unidos realizando negociaciones para iniciar su propia escuela de fútbol, un sueño anhelado desde sus comienzos.

## Clubes
| Club              | País             | Año              | Partidos | Goles |
| ----------------- | ---------------- | ---------------- | -------- | ----- |
| Cortuluá          | Colombia         | 1999 - 2003      | 137      | 6     |
| Deportes Tolima   | Colombia         | 2003 - 2004      | 20       | 0     |
| Once Caldas       | Colombia         | 2004             | 4        | 0     |
| Real Cartagena    | Colombia         | 2005             | 6        | 1     |
| Pumas de Casanare | Colombia         | 2005             | 0        | 0     |
| Deportivo Azogues | Ecuador          | 2006             | 1        | 0     |
| Deportivo Pereira | Colombia         | 2006 - 2010      | 144      | 24    |
| Junior            | Colombia         | 2010 - 2011      | 30       | 0     |
| Deportivo Pereira | Colombia         | 2011 - 2012      | 27       | 4     |
| Patriotas Boyacá  | Colombia         | 2012 - 2013      | 18       | 1     |
| Total en carrera  | Total en carrera | Total en carrera | 387      | 36    |

## Estadísticas en el Deportivo Pereira
| Club                         | Div.       | Temporada  | Liga  | Liga  | Copa Nacional | Copa Nacional | Copa Internacional | Copa Internacional | Total | Total |
| Club                         | Div.       | Temporada  | Part. | Goles | Part.         | Goles         | Part.              | Goles              | Part. | Goles |
| ---------------------------- | ---------- | ---------- | ----- | ----- | ------------- | ------------- | ------------------ | ------------------ | ----- | ----- |
| Deportivo Pereira · Colombia | 1.ª        | 2006-07    | 55    | 3     | —             | —             | —                  | —                  | 55    | 3     |
| Deportivo Pereira · Colombia | 1.ª        | 2008       | 32    | 3     | 2             | 2             | —                  | —                  | 34    | 5     |
| Deportivo Pereira · Colombia | 1.ª        | 2009       | 35    | 8     | 2             | 1             | —                  | —                  | 37    | 9     |
| Deportivo Pereira · Colombia | 1.ª        | 2010       | 17    | 7     | 0             | 0             | —                  | —                  | 17    | 7     |
| Deportivo Pereira · Colombia | 1.ª        | 2011       | 15    | 3     | 0             | 0             | —                  | —                  | 15    | 3     |
| Deportivo Pereira · Colombia | 1.ª        | 2012       | 11    | 1     | 1             | 0             | —                  | —                  | 12    | 1     |
| Total club                   | Total club | Total club | 165   | 25    | 5             | 3             | 0                  | 0                  | 170   | 28    |

## Palmarés

### Campeonatos nacionales
| Título              | Club            | País     | Año  |
| ------------------- | --------------- | -------- | ---- |
| Torneo Finalización | Deportes Tolima | Colombia | 2003 |